# Barratge d'Aiguamòg
El barratge d'Aiguamòg (en català, presa d'Aiguamòg) és un embassament situat al riu Aiguamòg, creat per una presa situada al sud de la població de Tredós dins el terme municipal de Naut Aran, a la vall d'Aran. La seva superfície és de 9,14 hectàrees

i la seva cota d'altitud és 1.402 metres. Embassa aigua de quatre valls diferents:
- La pròpia vall d'Aiguamòg, on està construït l'embassament, rebent l'aigua pel riu Aiguamòg.
- Vall de Ruda, embassada al Barratge de Ruda i derivada a través d'una canalització soterrada.
- Vall del riu Malo, el qual neix al Circ de Baciver. L'aigua es conduïda per una canalització soterrada fins l'embassament.
- Vall del riu Unhòla, el qual neix a l'estany Long de Liat. L'aigua es conduïda a l'embassament per una canalització soterrada.

L'embassament està destinat a finalitats hidroelèctriques i de regulació de cabal. La presa és l'origen d'una conducció que du aigua al Salt d'Aiguamòg de la Central d'Arties. La seva captació es fa a la torre de derivació situada a l'esquerra de l'embassament, de la que neix la canonada a pressió que després de 3 quilòmetres soterrada surt a la superfície al Salt d'Aiguamòg, ubicat al Bòsc dera Sèuva, enfront de la vila d'Arties, a 1.395 metres d'altitud per iniciar el salt d'aigua que alimenta la Central Hidroelèctrica d'Aiguamoix, les turbines de la qual són a la sala de màquines de la Central d'Arties.
La sortida natural de l'aigua de l'embassament és el riu Aiguamòg, que aigües avall a Tredòs s'uneix al Ruda per formar la Garona. Des de l'embassament d'Aiguamoix i la Central d'Arties entre els mesos de juny i setembre s'allibera el cabal necessari durant el període en el que es fan descensos de rafting pel Garona.

## Construcció
La presa fou construïda per la Sociedad Productora de Fuerzas Motrices, finalitzada el 1969, actualment és operada per Endesa. És una presa feta de materials solts, formada per un farciment de terres que aporten la resistència necessària per contrarestar l'empenta de les aigües. Atès que aquests components són molt permeables, calia afegir un element impermeabilitzant. L'opció de fer una pantalla asfàltica no era viable econòmicament, i es va innovar utilitzant teles de niló-neoprè revestides i lligades entre si per asfalts amb cautxú.